# تپه خرابه‌های قره آغاج
تپه خرابه‌های قره آغاج مربوط به دوره اشکانیان - سده‌های اولیه دوران‌های تاریخی پس از اسلام است و در شهرستان مشگین‌شهر، بخش مرادلو، دهستان یافت، روستای قره آغاج کلان واقع شده و این اثر در تاریخ ۲۶ اسفند ۱۳۸۷ با شمارهٔ ثبت ۲۵۸۴۸ به‌عنوان یکی از آثار ملی ایران به ثبت رسیده است.